# Bullengrabenweg
Der Bullengrabenweg ist mit der Nummer 20 in der Bullengrabenniederung einer der 20 grünen Hauptwege. Das ist eine Zusammenstellung von 20 Wanderwegen durch das Berliner Stadtgebiet mit einer Gesamtlänge von rund 550 Kilometern. Ziel ist es, „Wohngebiete mit den vielfältigen Erholungsmöglichkeiten in Parkanlagen und Naherholungsgebieten von Berlin und Brandenburg“ (Senatsverwaltung für Stadtentwicklung und Umwelt) miteinander zu verknüpfen. Der Fußgänger soll dabei die Möglichkeit haben, „die Stadt als eine Verbindung von Kultur, Geschichte und Ökologie intensiv zu erleben“.

## Verlauf
Mit sieben Kilometern ist der Bullengrabenweg der kürzeste der grünen Hauptwege. Er führt über den Grünzug am Bullengraben entlang der Berliner Landesgrenze nahe Seeburg zur Mündung am rechten Havelufer südlich der Spandauer Altstadt. Der Bullengraben liegt ausschließlich im Bezirk Spandau und wurde als Grünzug erst vor wenigen Jahren reaktiviert und aus dem Untergrund und der Verrohrung befreit. Angrenzende Brachflächen wurden vollständig renaturiert und zum Landschaftspark umgestaltet. Nun führt ein neues, meist asphaltiertes Wegenetz für Spaziergänger, Radfahrer und Skater durch den Bezirk Spandau.

### Staaken
Der Bullengrabenweg hat seinen landseitigen Startpunkt am Übergang des Staakener Wegs (Dallgow-Döberitz) über die Berliner Stadtgrenze zum Fahrlander Weg. Der Hauptweg beginnt zwischen einem Waldgebiet (links) und der Siedlung Hahneberg (rechts). Aus dieser Siedlung bindet der Talweg von rechts ein. Die Siedlung ist mit Waldgebiet durchsetzt, und der Friedhof Staaken liegt hier. Im Weiteren kommt von links der Döberitzer Weg, auf dem nach 70 Metern die Heerstraße (B 5) zu queren ist. Hier befindet sich stadtauswärts (nach Westen) die Ortslage Neu-Jerusalem. Die Heerstraße selbst ist die alte Verbindung, auf der die Berliner Garnison zu Übungen in die Döberitzer Heide gezogen ist. Neben der Heerstraße geht es zunächst auf dem Gehweg berlinwärts zum Buschower Weg. Mit dieser Straße wechselt der grüne Hauptweg 20 über die Bundesstraße zum Nennhauser Damm, der an der Ecke Döberitzer Straße auf dem (etwas nach links gelegenen) Fußgängerüberweg gekreuzt wird.

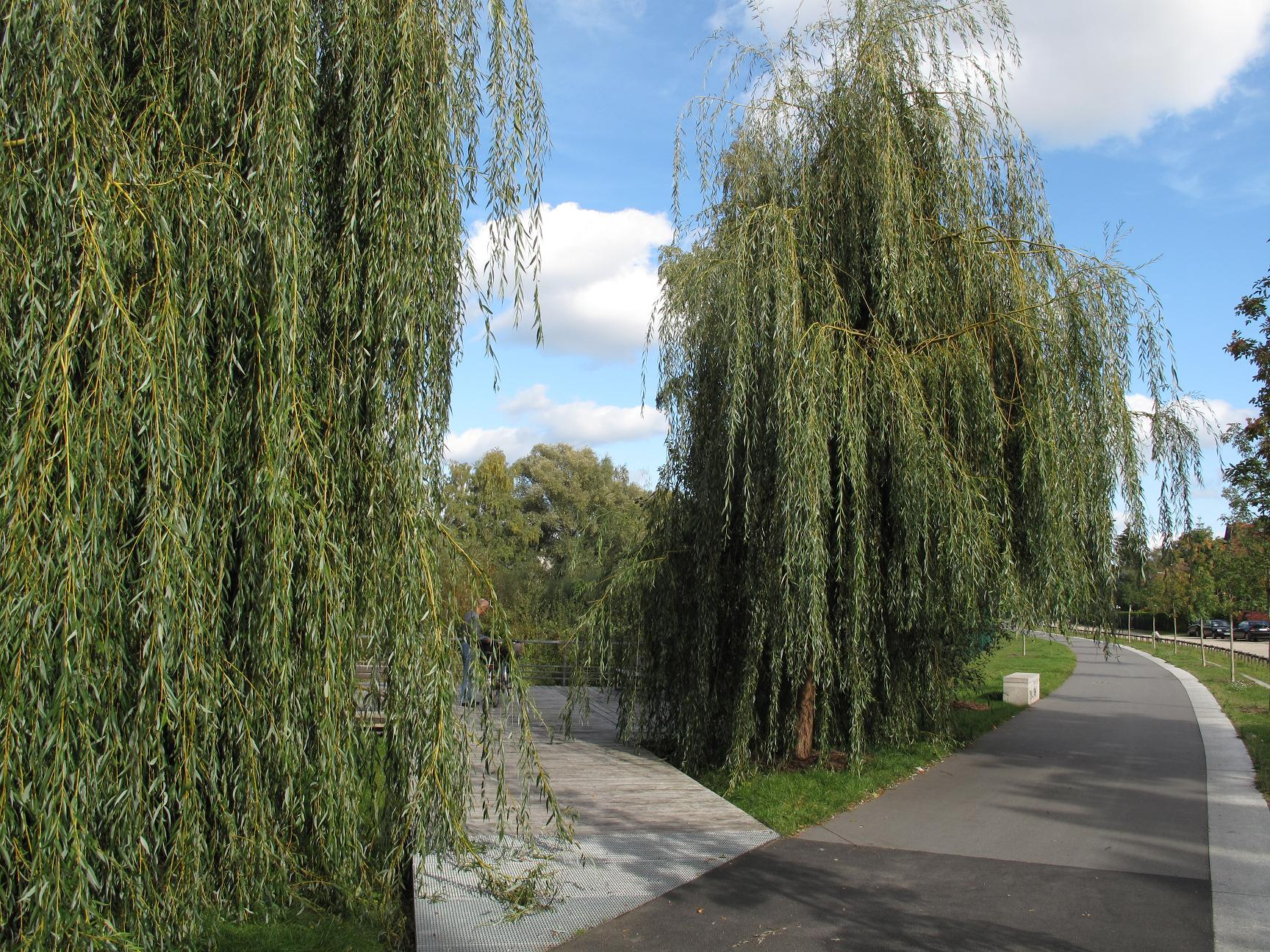
Bullengrabenweg am Wiesenbecken

Durch die Kurze Straße geht es weiter zur Schulstraße. Im Nordwesten der Grünfläche befand sich das Flughafengelände Staaken und das Gebiet kam durch einen Gebietsaustausch der Alliierten als West-Staaken auf DDR-Gebiet (Kreis Nauen). Auf der Schulstraße geht es rechts weiter durch die gegenüberliegende Grünfläche an die Eigenheimsiedlung am Gummiweg. Westlich vom Wege in der Grünfläche liegt nun der Bullengraben. Der Bullengrabenweg führt weiter über das westliche Ende der Hauptstraße zum Philipp-Gerlach-Weg. Im Weiteren wird durch den nicht mehr vorhandenen Mauerstreifen West-Staaken verlassen und der Bullengrabengrünzug erreicht. Der Bullengraben selbst liegt hier an der Südkante des Grünzugs. Im Norden liegt das Staakener Mühlenviertel, eine um 2000 errichtete Wohnanlage mit mehrgeschossigen Reihenhäusern.
Vom Norden erreicht der grüne Hauptweg 2 (Spandauer Weg) den Bullengrabenweg und verbindet zum 500 Meter entfernten Regionalbahnhof Staaken. Der Ort liegt an der Südostecke der Kreuzung Nennhauser/Brunsbüttler Damm und beide Hauptwege nehmen ihre Trasse gemeinsam zunächst südwärts an ein paar Häusern vorbei zum Bullengraben und folgen durch die Stieglake. Nach 250 Metern biegt der Spandauer Weg wieder rechts ab zur Bergstraße, und der Hauptweg 20 bleibt am Bullengraben und geht zum Stieglakebecken, wo von Norden her der Stieglakegraben mündet. Der weitere Weg verläuft, teilweise über den Bullengraben wechselnd, im Grünzug der Bullengrabenniederung, die jetzt Pietzkutenlake heißt. Von Süden her mündet der Amalienhofgraben. Am Ostrand wird der Magistratsweg erreicht und überquert. Es folgt auf der linken Seite das Wiesenbecken; an der rechten Seite liegt parallel der Kerrweg, von dem Blankenstein-, Eduard-Bernstein- und Baluschekweg nach Süden durch die Siedlung führen. Der letzteren folgt auf der rechten Seite eine baumbestandene Grünfläche zum Egelpfuhlgraben (von Süden) und dem Neustaakener Graben (von Norden). Beide Gräben liegen jedoch schon im Ortsteil Spandau, der Egelpfuhlgraben nach 40 Metern in Wilhelmstadt.

### Spandau und Wilhelmstadt

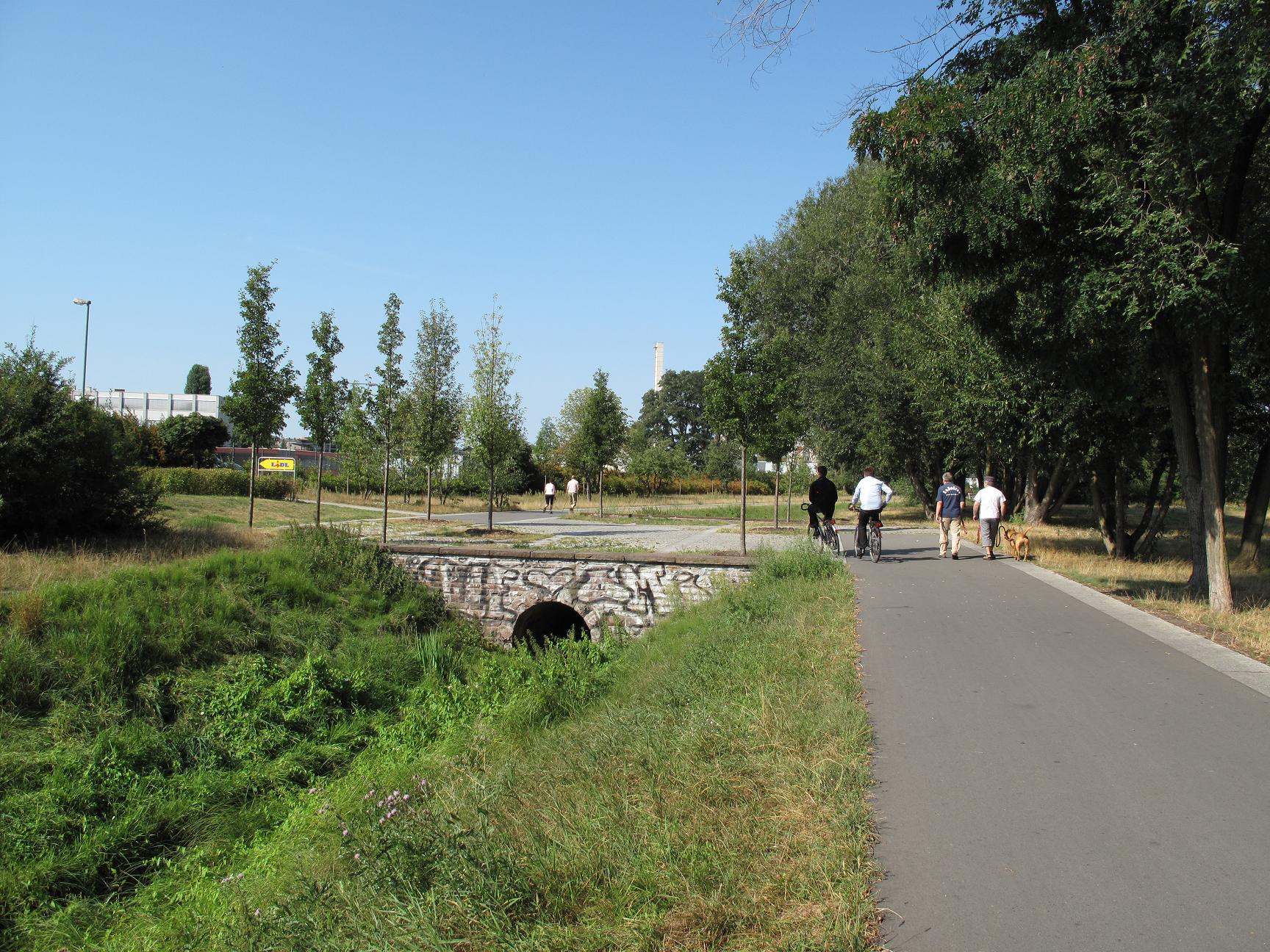
Weg 20 im Spandauer Bereich

Mit dem Zufluss von Egelpfuhl- und Neustaakener Graben liegen Bullengraben, der Grünzug und auch der Bullengrabenweg der Ortsteilgliederung nach in Spandau, als Kerngebiet des Bezirks Spandau. Nach 160 Metern wird die Egelpfuhlstraße gekreuzt. Eine Brachfläche am Bullegraben wird auf deren Gehweg nach rechts umgangen und gleichzeitig gelangt der grüne Hauptweg an das Südufer des Bullengrabens, da dieser am Nordufer die Kleingartenanlagen ‚Alpenveilchen‘ und ‚Freie Scholle‘ begrenzt. Der weitere Weg durch den Bullengrabengrünzug, südlich von der Lazarusstraße begrenzt, führt am Ulrikenbecken vorbei. Dessen Name ist von der Ulrikenstraße in Wilhelmstadt abgeleitet. Vor dem Päwesiner Weg liegt rechts noch die Kolonie der KGA ‚An der Lazarusstraße‘. Der schmale (sieben Meter breite) Päwesiner Weg unterteilt den Bullengrabengrünzug nur unmerklich, in dem der Hauptweg weiterführt. Der Grünzug wird hier teilweise auf 30 Meter eingeengt und die Ortsteilgrenze zu Wilhelmstadt liegt hart an seinem Südrand entlang. Über den Graben hinweg liegt der Päwesiner Teich und weiter die KGA ‚Brunsbütteler Damm‘ und ‚Wilhelmsgarten West‘, die Wochenendsiedlung ‚Blanker Spaten‘, die Kolonie ‚Altonaer Straße‘, sowie KGA ‚Am Grünhofer Weg‘ und ‚Wilhelmsgarten‘. Dabei wird zwischen den letzten beiden wiederum auf die Nordseite des Bullengrabens gewechselt.
Der Elsflether Weg wird vom Bullengraben in einem großen Rohr durchflossen, auf Straßenhöhe führt den Weg eine Rampe. Jenseits der Straße setzt sich der Bullengrabengrünzug noch fort und die Idealführung des Hauptweges ist für 100 Meter noch begehbar. Es folgt jedoch eine nicht begehbare Baufläche, auf der der Planweg unterbrochen ist. Die Führung des Bullengrabenwegs verläuft deshalb an der Wilhelmstädter Grenze den Elsflether Weg nach rechts an dem Gebäude entlang zur Seeburger Straße und gerät hier durch den nördlichen Gehweg nach links nutzend auf Wilhelmstadter Gelände. Die Seeburger Straße besitzt zwei Fahrspuren und ist auf beiden Seiten beparkt. Sie endet an der Wilhelmstraße, da die Ortsteilgrenze hier über diesen Straßenzug zum Ziegelhof führt, setzt dieser sich in Spandau als Klosterstraße fort. Zum Überqueren dieser 50 Meter breiten Kategorie III-Hauptstraße mit Geh- und Radweg, Busfahrstreifen, insgesamt fünf Fahrspuren und bepflanztem Mittelstreifen ist der Fußgängerüberweg mit Ampelführung auf der Wilhelmstädter Seite empfohlen. Anschließend geht es nach links am Ziegelhof vorbei in die Klosterstraße. Von dieser geht es schließlich nach rechts in die letzten 250 Metern des (hier) 40 Meter breiten Grünzugs am Bullengraben, der am folgenden grünen Hauptweg 12, dem Havelseenweg, seine Mündung in die Havel hat. Der Havelseenweg am Havelufer entlang bietet noch 480 Meter als grüner Hauptweg nach Norden den Zugang bis zum Fern-, Regional und S-Bahnhof Spandau.

## Nahverkehrsanschlüsse
Anschlüsse an das ÖPNV-Schnellbahn-Netz besitzt der Weg havelnah durch den S+U-Bahnhof Spandau und den Regionalbahnhof Staaken.